# Yucca
- Wikispecies

Iúca (Yucca L.) é um género botânico pertencente à subfamília Agavoideae.
Arbusto perene do gênero Yucca, com cerca de 40 espécies, nativa da América Central e do sul dos Estados Unidos. As folhas sempre verdes, em forma de espada, nascidas em verticilios terminais, são resistentes, macias e geralmente têm um espinho agudo em seu topo, como seus parentes da subfamília Agavoideae, o sisal e a pita. As flores brancas, em forma de sino, que formam espigas densas que chegam a 2 m de comprimento, têm associações simbióticas notáveis com um tipo de inseto (Tegeticula maculata).

## Utilizações
Esta planta da América tropical é utilizada para fazer farinha e os seus troncos servem para construção de habitações. Na Europa é usada como planta ornamental.

## Sinonímia
| - Clistoyucca (Engelm.) Trel. - Hesperoyucca (Engelm.) Trel. | - Samuela Trel. - Sarcoyucca (Engelm.) Linding. |

## Espécies
| - Yucca aloifolia - Yucca angustissima - Yucca angustifolia - Yucca arkansana - Yucca baccata - Yucca baileyi - Yucca brevifolia - Yucca confinis - Yucca constricta - Yucca decipiens - Yucca elata - Yucca elephantipes - Yucca endlichiana - Yucca faxoniana - Yucca filamentosa | - Yucca filifera - Yucca flaccida - Yucca glauca - Yucca gloriosa - Yucca grandiflora - Yucca guatemalensis - Yucca harrimaniae - Yucca intermedia - Yucca jaliscensis - Yucca kanabensis - Yucca lacandonica - Yucca madrensis - Yucca nana - Yucca pallida - Yucca periculosa | - Yucca recurvifolia - Yucca rigida - Yucca rostrata - Yucca rupicola - Yucca schidigera - Yucca schottii - Yucca standleyi - Yucca thompsoniana - Yucca thornberi - Yucca torreyi - Yucca treculiana - Yucca valida - Yucca whipplei - Yucca yucatana |

- Lista completa

## Classificação do gênero
| Sistema | Classificação                     | Referência               |
| ------- | --------------------------------- | ------------------------ |
| Linné   | Classe Hexandria, ordem Monogynia | Species plantarum (1753) |